# Ana Francisca Abarca de Bolea
Ana Francisca Abarca de Bolea (Zaragoza, 19 de abril de 1602-Casbas, Huesca,  1686) fue una monja cisterciense, poetisa y escritora española.

## Vida
Nació en la familia de noble de los Bolea, siendo hija del humanista Martín Abarca de Bolea y Castro y de su segunda mujer Ana de Mur, siendo bautizada en la zaragozana Parroquia de San Felipe.
Vivió desde los tres años en el Monasterio de Nuestra Señora de la Gloria de la villa de Casbas, del que ya no habría de salir y en el que adquirió una profunda formación religiosa y humanística. En su clausura se enriqueció con lecturas muy diversas, hasta el punto de aprender latín clásico. Profesa como religiosa el 4 de junio de 1624. En 1655 era maestra de novicias y llegó a desempeñar el cargo de abadesa en 1672 hasta el 1676.
A partir del 1679 las noticias sobre Ana son cada vez más escasas y en ellas siempre está acompañada de su sobrina Francisca Bernarda Abarca y Vilanova, junto con quien será la tutora de María Victoria Abarca, hija de su otro sobrino y hermano de Francisca Bernarda, Antonio, que falleció en Huesca ese mismo año.
Se carteó con importantes eruditos y escritores de los círculos literarios aragoneses, en particular con el que gozaba del mecenazgo de Vincencio Juan de Lastanosa, como el Conde de Salinas, Juan Francisco Andrés de Uztarroz y muy probablemente, con Gracián, quien la elogia y recoge poemas suyos en su Agudeza y arte de ingenio.
Su obra literaria, tanto en verso como en prosa, se imprimía desde al menos el 1646, siendo ya reconocida en el 1650 cuando su hermano Luis, Marqués de Torres, convocó un concurso poético en la Catedral de Huesca para celebrar las bodas entre Felipe IV y Mariana de Austria, concurso en el que tanto ella como otra monja de su mismo convento llamada Ana Ruiz Urriés de Castilla participó y aunque no ganó el premio si que ganó reconocimiento.

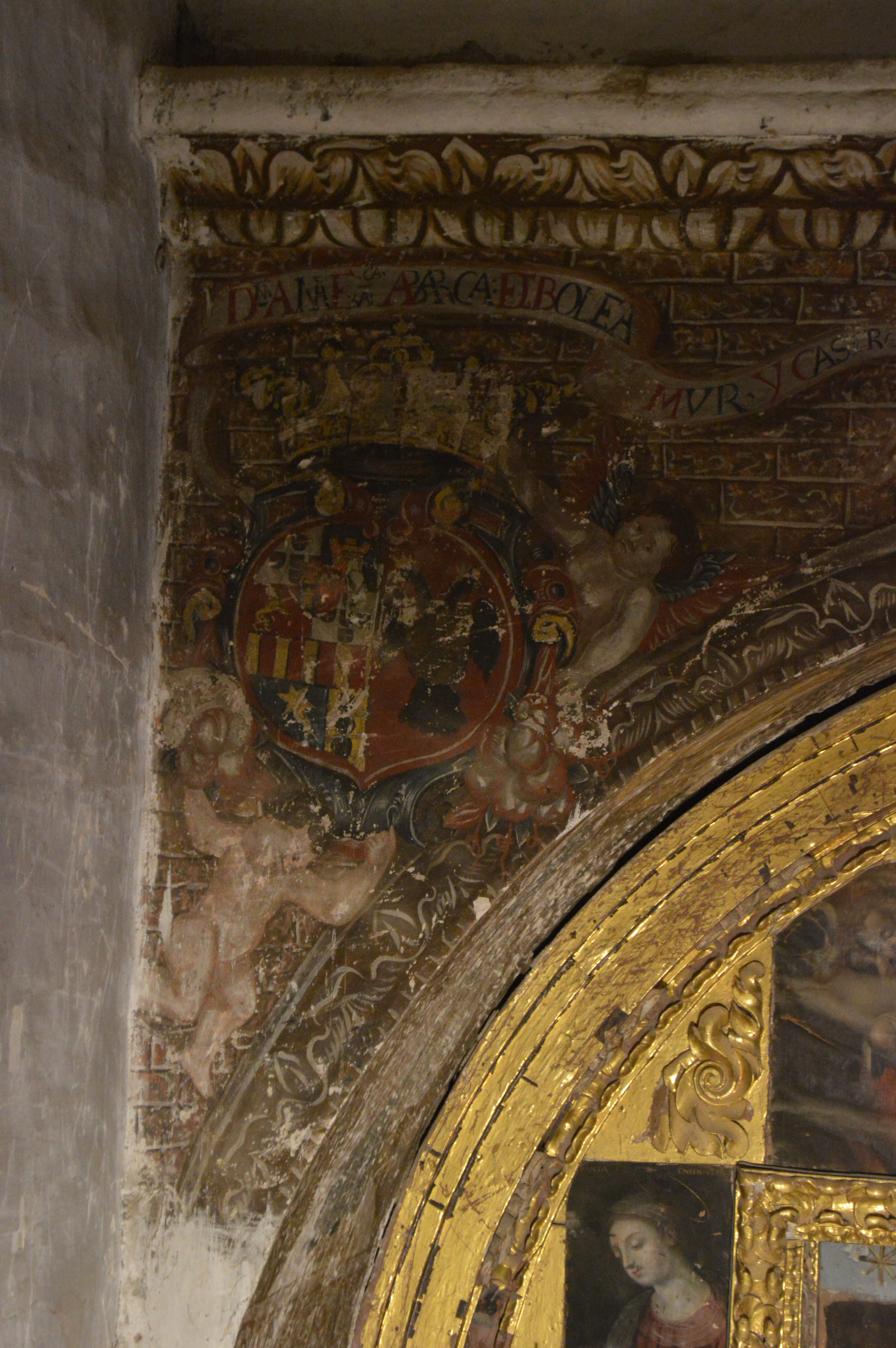
Escudo de Ana Abarca de Bolea, que incluye las armas de los Abarca, Castro y Mur.

## Obra
La poesía de Ana Francisca Abarca de Bolea se encuentra inserta en el libro misceláneo titulado Vigilia y octavario de San Juan Bautista (Zaragoza, 1679), que reúne además una novela corta o apólogo (La ventura en la desdicha) y una novela (El fin bueno en mal principio). Se trata de un género, el de las misceláneas, muy conocido en la época, donde en el marco de un diálogo heredero del humanismo, se intercala literatura de muy variados géneros. En este caso, el marco recuerda al de la novela pastoril, puesto que un grupo de ricos y refinados pastores se reúnen en un paraje del Moncayo, donde se alza una ermita dedicada a San Juan, para celebrar la vigilia y octavario de la fiesta del Santo durante nueve días, divirtiéndose en sus ratos de ocio con variados entretenimientos y banquetes, donde se producen debates, se cuentan anécdotas y se cantan o recitan romances y canciones.
La temática de su poesía tiene en su mayor parte un carácter sacro y popular. En alguno de ellos emplea la lengua aragonesa, uno de los escasos testimonios de literatura con rasgos lingüísticos de aragonés del siglo XVII. Ejemplo de ello es la "Albada al nacimiento" que consta de veinte coplas arromanzadas y es de tema navideño, y delata costumbres del folclore («cantada por Ginés y Pascual al uso de su aldea y son de la gaita»). El comentario de la autora, «notable gusto dio la letra y admiraron la inventiva y que se conserve tanto aquella antigua lengua que se usaba en España», indica que no era consciente de la utilización de la lengua aragonesa. Estos poemas fueron estudiados por los filólogos Manuel Alvar, Francho Nagore, M.ª Ángeles Campo o José Manuel Blecua. He aquí un ejemplo de su "Albada del nacimiento":

Media noche era por filos
las doce daba el reloch
cuando ha nagido en Belén
un mozardet como un sol.

## Obras de Ana Francisca Abarca de Bolea
- Catorce vidas de Santas de la Orden del Císter, Zaragoza, Herederos de Pedro Lanaja y Lamarca, 1655.
- Historia del aparecimiento y milagros de Nuestra Señora de Gloria, venerada en el Real Monasterio Cisterciense de Casbas (manuscrita).
- Vida de la Gloriosa Santa Susana, Virgen y Mártir, Princesa de Hungría y Patrona de la villa de Maella, en el Reino de Aragón, lugar del Marqués de Torres, Zaragoza, Herederos de Pedro Lanaja y Lamarca, 1671.

- Vida de San Félix Cantalicio (manuscrita).
- Vigilia y Octavario de San Juan Bautista, Zaragoza, Pascual Bueno, 1679 [Reedición por Instituto de Estudios Altoaragoneses, Huesca, 1994]
- Obra en aragonés de Ana Francisca Abarca de Bolea, en Publicazións d´o Consello d´a Fabla Aragonesa, Huesca, 1980.

### Poesía suelta
- «Octavas», en Palestra numerosa austriaca Huesca, 1650.
- «Dos sonetos a la muerte del Príncipe Don Baltasar», en Obelisco histórico y literario que la Imperial ciudad de Zaragoza erigió al Serenísimo Señor Don Baltasar Carlos de Austria, Príncipe de las Españas, Zaragoza, 1646.
- «Al libro que escribió Don Francisco de La Torre, intitulado Baraja nueva de versos. Décima», en Entretenimiento de las Musas, Zaragoza, 1654.
- «Soneto a la Virgen de Gloria, Patrona del Monasterio de Casbas», edición de Manuel Serrano Sanz en Apuntes para una biblioteca de escritoras españolas desde el año 1401 a 1833, Madrid, 1903.

## Reconocimientos
- En 2021, el Gobierno de Aragón editó una agenda escolar para educación primaria en la que representaba a diferentes mujeres aragonesas relevantes.[5]